# Bilsteinturm (Marsberg)

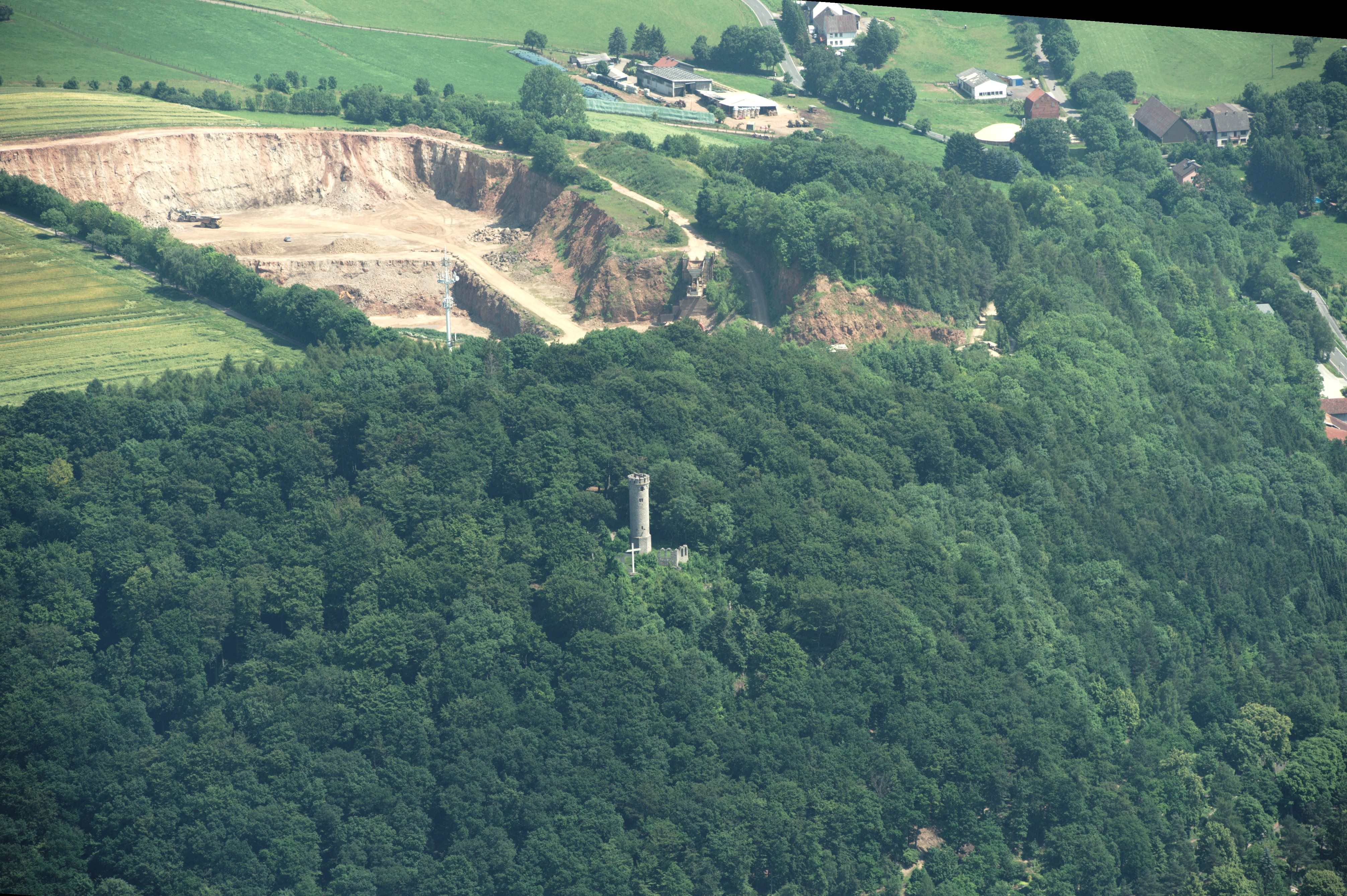
Luftansicht

Der Bilsteinturm ist ein Aussichtsturm in Marsberg. Der Turm steht in einer Höhe von 387 m ü. NN und damit 133 m über dem Zentrum von Niedermarsberg an der Westseite des Berges Bilstein.

## Erreichbarkeit
Man erreicht den, in einem Waldstück liegenden, Aussichtsturm zu Fuß über (teils steilere) Wanderwege bzw. mit dem Fahrzeug über einen Feldweg,  der von der Kreisstraße/Oesterstraße aus Niedermarsberg in Richtung Hesperinghausen abzweigt und fast bis zum Turm führt. Ein ausgewiesener Parkplatz ist nicht vorhanden, wenngleich das Abstellen weniger Fahrzeuge möglich ist.

## Geschichte
Ende des 19. Jahrhunderts wurden in vielen Orten des Mittelgebirges Aussichtstürme errichtet, um die Regionen touristisch zu erschließen.
In Marsberg setzte sich vor allem der spätere Bürgermeister Dr. Rentzing für den Bau eines Turms ein. Dieser wurde 1892 nach zwölfjähriger Bauzeit fertiggestellt.

## Das Bauwerk
Das Fundament des Turms bildet ein achtseitiger Bruchsteinsockel. Auf diesem setzt ein gemauerter Rundturm auf, der rheinischen Burgen nachempfunden ist. Er schließt mit einem Zinnenkranz ab. Eine Gedenktafel erinnert an die Bauzeit.
Der Aussichtsturm hat eine Höhe von 26 Metern. Über 84 Stufen einer Wendeltreppe gelangt man nach oben auf eine in alle Himmelsrichtungen offene Plattform.
An der Talseite des Turm-Geländes wurde ein dekorativer Vierer-Bogen in der Art einer Ruine errichtet.
Seit 2007 ist der Bilsteinturm denkmalgeschützt.

## Touristische Bedeutung
Der aus mehreren Richtungen gut  sichtbare Bilsteinturm ist als eines der Marsberger Wahrzeichen ein häufig genutztes Motiv für z. B. Ansichtskarten und Imagebroschüren der Stadt. Er ist ein beliebtes, aber nicht überlaufenes Ausflugsziel und kostenfrei besteigbar. Von seiner oberen Plattform aus bietet er eine hervorragende Rundumsicht, z. B. auf Niedermarsberg und das historische Obermarsberg. Der Blick durch die Torbögen auf Obermarsberg wird gern als Fotomotiv verwendet.
Seit etlichen Jahren wird der Turm, wie auch drei weitere Türme/hohe Gegenstände der Stadt, in der Adventszeit rot verpackt und wie eine überdimensionale Adventskerze zum Leuchten gebracht.